# Nominální hodnota
Nominální hodnota je peněžní hodnota přiřazená určité složce majetku (mince a bankovky, ceniny, pohledávky a závazky). Obvykle je na penězích a ceninách přímo uvedena. Může se lišit od skutečné tržní hodnoty daného majetku. Typické je to u akcií, jejichž nominální hodnota bývá určena jednou provždy v době emise podle vzorce
nominální hodnota = základní kapitál / počet vydaných akcií,
ale skutečná momentální hodnota se neustále mění v závislosti na poptávce po dané akcii.
Český právní systém ve svých formulacích používá spíše pojem jmenovitá hodnota nežli nominální hodnota, který je zcela ekvivalentní pro monetární účely, v rámci oboru peněžnictví, obecně však má i jiné významy, zejména v technice, kde jde o hodnoty od výrobce, udané na štítku stroje.